# Pseudaletis agrippina
Pseudaletis agrippina är en fjärilsart som beskrevs av Druce 1888. Pseudaletis agrippina ingår i släktet Pseudaletis och familjen juvelvingar. Inga underarter finns listade i Catalogue of Life.

## Bildgalleri

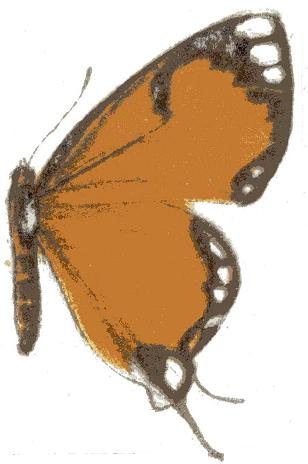
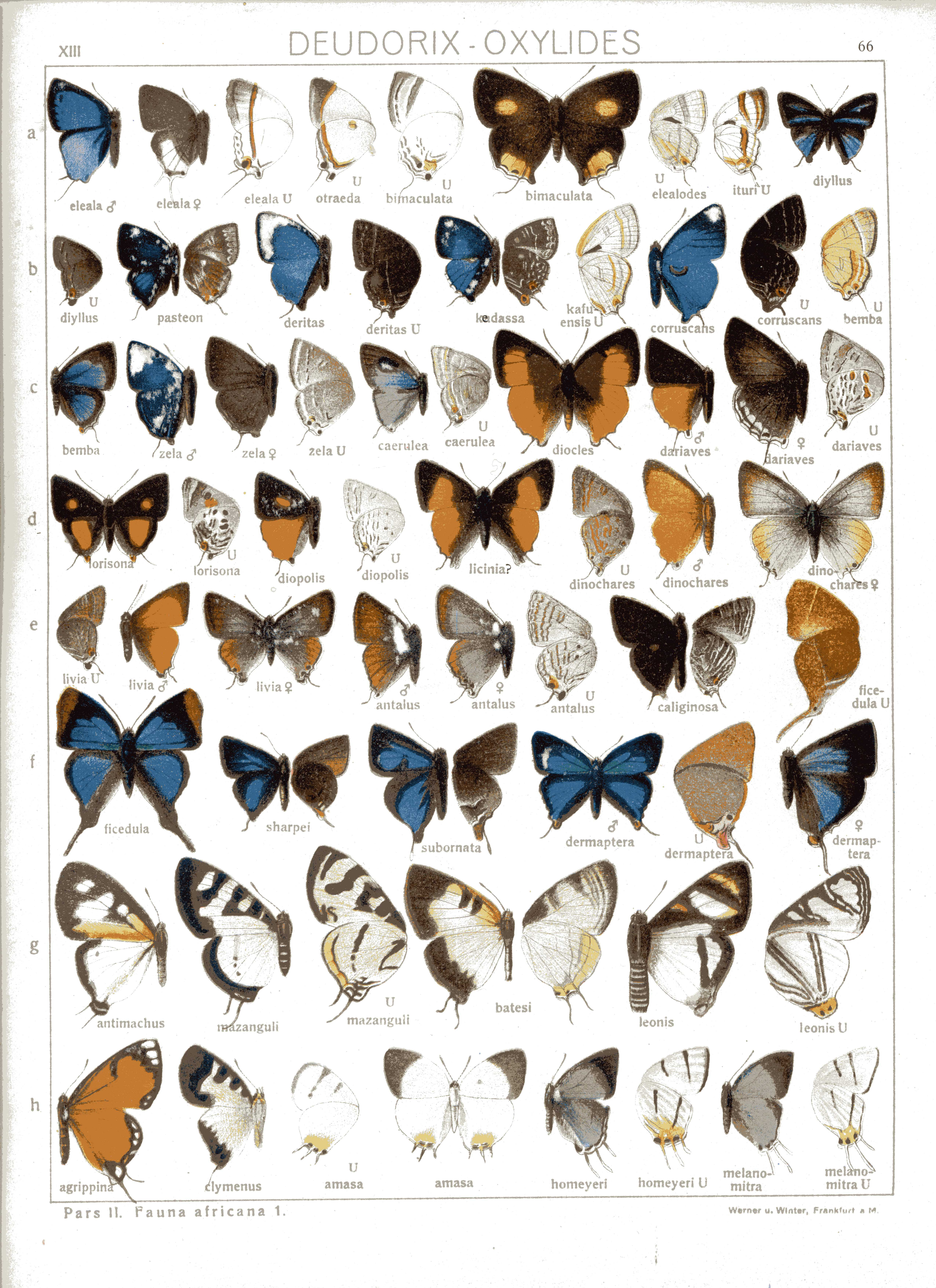